# Wahlkreis Erzgebirge 3
Der Wahlkreis Erzgebirge 3 (Wahlkreis 14) ist ein Landtagswahlkreis in Sachsen. Er umfasst die Große Kreisstadt Schwarzenberg/Erzgeb., die Städte Grünhain-Beierfeld, Johanngeorgenstadt, Lauter/Sa., Lößnitz und die Gemeinden Bernsbach, Breitenbrunn/Erzgeb., Raschau-Markersbach im Erzgebirgskreis. Zu den Landtagswahlen 1994 und 1999 trug der Wahlkreis die Bezeichnung Wahlkreis Westerzgebirge 2, zu den Landtagswahlen 2004 und 2009 trug er anschließend die Bezeichnung Wahlkreis Aue-Schwarzenberg 2. Wahlberechtigt waren bei der letzten Landtagswahl 54.504 Einwohner.

## Wahlkreisgebiet
Das Wahlkreisgebiet um die Städte Johanngeorgenstadt, Lauter, Lößnitz und Schwarzenberg blieb seit 1994 weitestgehend unverändert. Zur Landtagswahl 2014 kamen die Städte Zwönitz und Elterlein hinzu. Vorläufer des Wahlkreises Westerzgebirge 2 waren der komplette Wahlkreis Schwarzenberg und Teile
des Wahlkreises Aue I.
In der folgenden Tabelle sind die Veränderungen des Wahlkreisgebietes zwischen 1994 und 2019 dargestellt.
| Wahljahr | Städte und Gemeinden | Zugang                                                                | Abgang                                  | Wahlberechtigte |
| -------- | --- | --------------------------------------------------------------------- | --------------------------------------- | --------------- |
| 2024     | Breitenbrunn/Erzgeb, Elterlein, Grünhain-Beierfeld, Johanngeorgenstadt, Lauter-Bernsbach, Lößnitz, Raschau-Markersbach, Schwarzenberg/Erzgeb., Zwönitz |                                                                       |                                         | 54.504          |
| 2019     | Breitenbrunn/Erzgeb, Elterlein, Grünhain-Beierfeld, Johanngeorgenstadt, Lauter-Bernsbach, Lößnitz, Raschau-Markersbach , Schwarzenberg/Erzgeb., Zwönitz |                                                                       |                                         | 57.841          |
| 2014     | Breitenbrunn/Erzgeb, Elterlein, Grünhain-Beierfeld, Johanngeorgenstadt, Lauter-Bernsbach, Lößnitz, Raschau-Markersbach , Schwarzenberg/Erzgeb., Zwönitz | Elterlein (vom Wahlkreis Annaberg), Zwönitz (vom Wahlkreis Stollberg) |                                         | 61.434          |
| 2009     | Bernsbach, Breitenbrunn/Erzgeb. (Eingemeindung von Erlabrunn und Rittersgrün), Grünhain-Beierfeld, Johanngeorgenstadt, Lauter/Sa., Lößnitz, Raschau-Markersbach , Schwarzenberg/Erzgeb. (Eingemeindung von Pöhla)                                                                                          |                                                                       |                                         | 52.287          |
| 2004     | Beierfeld (Eingemeindung von Waschleithe), Bernsbach, Breitenbrunn/Erzgeb. (Eingemeindung von Antonsthal), Erlabrunn, Grünhain, Johanngeorgenstadt, Lauter/Sa., Lößnitz (Eingemeindung von Affalter), Markersbach , Pöhla, Raschau, Rittersgrün, Schwarzenberg/Erzgeb. (Eingemeindung von Bermsgrün, Erla) |                                                                       | Oberwiesenthal (zum Wahlkreis Annaberg) | 55.086          |
| 1999     | Affalter, Antonsthal, Beierfeld, Bermsgrün, Bernsbach, Breitenbrunn/Erzgeb., Erla, Erlabrunn, Grünhain, Johanngeorgenstadt, Lauter/Sa., Lößnitz, Markersbach , Oberwiesenthal, Pöhla, Raschau, Rittersgrün, Schwarzenberg/Erzgeb. (Eingemeindung von Grünstädtel) und Waschleithe                          | Oberwiesenthal (vom Wahlkreis Annaberg)                               |                                         | 60.237          |
| 1994     | Affalter, Antonsthal, Beierfeld, Bermsgrün, Bernsbach, Breitenbrunn/Erzgeb., Erla, Erlabrunn, Grünhain, Grünstädtel, Johanngeorgenstadt, Lauter/Sa., Lößnitz, Markersbach , Pöhla, Raschau, Rittersgrün, Schwarzenberg/Erzgeb. und Waschleithe                                                             |                                                                       |                                         | 59.021          |

## Wahl 2024
Die Landtagswahl 2024 führte zu folgendem Ergebnis:
| Direktkandidat  | Partei              | Erststimmen in % | Zweitstimmen in % |
| --------------- | ------------------- | ---------------- | ----------------- |
| Tom Unger       | CDU                 | 32,7             | 31,5              |
| Thomas Thumm    | AfD                 | 46,5             | 36,5              |
| Andrea Schrutek | Die Linke           | 3,8              | 2,0               |
| Dunja Schulze   | GRÜNE               | 1,2              | 1,2               |
| Simone Lang     | SPD                 | 6,9              | 4,4               |
| Martin Kandt    | FDP                 | 1,4              | 0,6               |
| Rico Henkner    | Freie Wähler        | 6,7              | 2,6               |
| –               | Die Partei          | –                | 0,5               |
| –               | Piraten             | –                | 0,1               |
| –               | ÖDP                 | –                | 0,1               |
| –               | BüSo                | –                | 0,0               |
| –               | Tierschutz hier!    | –                | 0,9               |
| –               | dieBasis            | –                | 0,2               |
| –               | Bündnis C           | –                | 0,5               |
| –               | Bündnis Deutschland | –                | 0,3               |
| –               | BSW                 | –                | 13,0              |
| –               | Freie Sachsen       | –                | 5,1               |
| –               | V-Partei3           | –                | 0,1               |
| Tom Wötzel      | WU                  | 0,9              | 0,7               |

## Wahl 2019
Vorläufiges Ergebnis der Landtagswahl am 1. September 2019 im Wahlkreis 15 – Erzgebirge 3:
(Ergebnisse in Prozent)
| Direktkandidat  | Partei               | Direktstimmen | Listenstimmen |
| --------------- | -------------------- | ------------- | ------------- |
| Falk Haude      | CDU                  | 33,1          | 33,9          |
| Holger Zimmer   | Die Linke            | 10,4          | 9,5           |
| Simone Lang     | SPD                  | 8,7           | 6,7           |
| Thomas Thumm    | AfD                  | 34,4          | 33,4          |
| Ulrike Kahl     | GRÜNE                | 3,7           | 3,3           |
| –               | NPD                  | –             | 1,3           |
| Heiko Schmuck   | FDP                  | 4,0           | 3,7           |
| Jens Zimmermann | Freie Wähler         | 5,8           | 3,9           |
| –               | Tierschutz           | –             | 1,5           |
| –               | Piraten              | –             | 0,2           |
| –               | Die PARTEI           | –             | 1,0           |
| –               | BüSo                 | –             | 0,0           |
| –               | ADPM                 | –             | 0,2           |
| –               | Blaue Partei         | –             | 0,3           |
| –               | KPD                  | –             | 0,1           |
| –               | ÖDP                  | –             | 0,2           |
| –               | Die Humanisten       | –             | 0,1           |
| –               | PDV                  | –             | 0,1           |
| –               | Gesundheitsforschung | –             | 0,5           |

| Wahlberechtigte | 57.841 |
| Wahlbeteiligung | 66,0 % |

## Wahl 2014
Amtliches Endergebnis der Landtagswahl am 31. August 2014 im Wahlkreis 15 – Erzgebirge 3:
(Ergebnisse in Prozent)
| Direktkandidat           | Partei          | Direktstimmen | Listenstimmen |
| ------------------------ | --------------- | ------------- | ------------- |
| Alexander Krauß          | CDU             | 43,1          | 43,4          |
| Annelore Liebchen        | Die Linke       | 20,1          | 19,3          |
| Simone Lang              | SPD             | 10,9          | 9,8           |
| Martin Kandt             | FDP             | 3,1           | 3,3           |
| Ulrike Kahl              | GRÜNE           | 3,8           | 2,9           |
| Thomas-Michael Friedrich | NPD             | 5,3           | 6,0           |
| –                        | Tierschutz      | –             | 0,9           |
| Christian Peters         | Piraten         | 0,7           | 0,7           |
| –                        | BüSo            | –             | 0,1           |
| –                        | DSU             | –             | 0,1           |
| Ingolf Leubner           | AfD             | 11,2          | 11,3          |
| –                        | pro Deutschland | –             | 0,1           |
| Georg Grajewski          | Freie Wähler    | 1,8           | 1,7           |
| –                        | Die PARTEI      | –             | 0,3           |

| Wahlberechtigte | 61.434 |
| Wahlbeteiligung | 48,8 % |

## Wahl 2009
| Amtliches Endergebnis der Landtagswahl am 30. August 2009 in Sachsen im Wahlkreis 006 Aue-Schwarzenberg 2 (Ergebnisse in Prozent) |

| Direktkandidat  | Partei          | Erststimmen in % | Zweitstimmen in % |
| --------------- | --------------- | ---------------- | ----------------- |
| Alexander Krauß | CDU             | 43,8             | 41,5              |
| Hubert Protzel  | Die Linke       | 26,4             | 24,1              |
| Thomas Roßbach  | SPD             | 8,0              | 7,9               |
| Ronny Reicher   | NPD             | 7,6              | 7,4               |
| Ralph Heselich  | FDP             | 9,4              | 8,8               |
| Ulrike Kahl     | GRÜNE           | 4,8              | 3,2               |
| -               | Tierschutz      | -                | 2,0               |
| -               | PBC             | -                | 1,6               |
| -               | BüSo            | -                | 0,1               |
| -               | DSU             | -                | 0,2               |
| -               | REP             | -                | 0,2               |
| -               | Freie Sachsen   | -                | 1,3               |
| -               | FP Deutschlands | -                | 0,1               |
| -               | Humanwirtschaft | -                | 0,1               |
| -               | Piraten         | -                | 1,3               |
| -               | SVP             | -                | 0,3               |

## Wahl 2004
Die Landtagswahl 2004 hatte folgendes Ergebnis:
| Direktkandidat       | Partei     | Erststimmen in % | Zweitstimmen in % |
| -------------------- | ---------- | ---------------- | ----------------- |
| Alexander Krauß      | CDU        | 45,7             | 44,0              |
| Silke Teubner        | PDS        | 30,0             | 24,2              |
| Jörg Neubert         | SPD        | 9,7              | 7,7               |
| Werner Erich Lobeck  | GRÜNE      | 3,1              | 2,2               |
| -                    | NPD        | -                | 11,4              |
| Ralph Mario Heselich | FDP        | 7,6              | 4,9               |
| -                    | DSU        | -                | 0,4               |
| Bernd Ulrich Gambert | PBC        | 3,9              | 2,2               |
| -                    | GRAUE      | -                | 0,6               |
| -                    | BüSo       | -                | 0,3               |
| -                    | AUFBRUCH   | -                | 0,5               |
| -                    | DGG        | -                | 0,4               |
| -                    | Tierschutz | -                | 1,3               |

## Wahl 1999
Die Landtagswahl 1999 hatte folgendes Ergebnis (der Wahlkreisname bei der Landtagswahl 1999 lautete Westerzgebirge 2):
| Direktkandidat      | Partei          | Erststimmen in % | Zweitstimmen in % |
| ------------------- | --------------- | ---------------- | ----------------- |
| Eva Maria Schönfeld | CDU             | 57,1             | 59,8              |
| Gudrun Klein        | SPD             | 15,5             | 9,7               |
| Renate Harmel       | PDS             | 22,5             | 21,3              |
| -                   | GRÜNE           | -                | 1,3               |
| Jens Zimmermann     | FDP             | 2,3              | 1,0               |
| -                   | BüSo            | -                | 0,1               |
| Karl-Heinz Heidler  | DSU             | 2,6              | 0,6               |
| -                   | GRAUE           | -                | 0,2               |
| -                   | REP             | -                | 1,5               |
| -                   | FP Deutschlands | -                | 0,0               |
| -                   | Pro DM          | -                | 2,6               |
| -                   | KPD             | -                | 0,1               |
| -                   | NPD             | -                | 1,0               |
| -                   | FORUM           | -                | 0,2               |
| -                   | PBC             | -                | 0,7               |

## Wahl 1994
Die Landtagswahl 1994 hatte folgendes Ergebnis (der Wahlkreisname bei der Landtagswahl 1994 lautete Westerzgebirge 2):
| Direktkandidat      | Partei | Erststimmen in % | Zweitstimmen in % |
| ------------------- | ------ | ---------------- | ----------------- |
| Eva Maria Schönfeld | CDU    | 52,2             | 62,0              |
| Gudrun Klein        | SPD    | 21,5             | 16,0              |
| Heinrich Lorenz     | FDP    | 5,1              | 1,3               |
| Werner Lobeck       | GRÜNE  | 7,0              | 2,8               |
| -                   | DSU    | -                | 0,7               |
| -                   | REP    | -                | 1,6               |
| -                   | FORUM  | -                | 0,7               |
| Bernd Schreier      | PDS    | 14,2             | 14,6              |
| -                   | SP     | -                | 0,3               |

## Bisherige Abgeordnete
Direkt gewählte Abgeordnete des Wahlkreises Erzgebirge 3/Aue-Schwarzenberg 2/ Westerzgebirge 2 waren:
| Jahr | Name                | Partei | Anteil der Erststimmen |
| ---- | ------------------- | ------ | ---------------------- |
| 2019 | Thomas Thumm        | AfD    | 34,4 %                 |
| 2014 | Alexander Krauß     | CDU    | 43,1 %                 |
| 2009 | Alexander Krauß     | CDU    | 43,8 %                 |
| 2004 | Alexander Krauß     | CDU    | 45,7 %                 |
| 1999 | Eva Maria Schönfeld | CDU    | 57,1 %                 |
| 1994 | Eva Maria Schönfeld | CDU    | 52,2 %                 |

## Landtagswahlen 1990–2009
Die Ergebnisse der Landtagswahlen seit 1990 im Gebiet des heutigen Wahlkreises Erzgebirge 3 waren (Zweit- bzw. Listenstimmen):
| Partei        | 1990 | 1994 | 1999 | 2004 | 2009 | 2004 | 2009 |
| ------------- | ---- | ---- | ---- | ---- | ---- | ---- | ---- |
| CDU           | 59,5 | 62,0 | 59,8 | 44,0 | 41,5 | 43,3 | 33,9 |
| PDS/Die Linke | 8,5  | 14,6 | 21,1 | 24,2 | 24,1 | 19,3 | 9,5  |
| AfD           |      |      |      |      |      | 11,3 | 33,4 |
| SPD           | 16,2 | 16,0 | 9,7  | 7,7  | 7,9  | 9,8  | 6,7  |
| NPD           | 0,6  | -    | 1,1  | 11,4 | 7,4  | 6,0  | 1,3  |
| FDP           | 4,7  | 1,3  | 0,9  | 4,9  | 8,8  | 3,3  | 3,7  |
| GRÜNE         | 3,9  | 2,8  | 1,3  | 2,2  | 3,2  | 2,9  | 3,3  |
| Sonstige      | 6,7  | 3,3  | 6,1  | 5,6  | 7,1  | 4,1  | 6,2  |